# Планшайба токарная

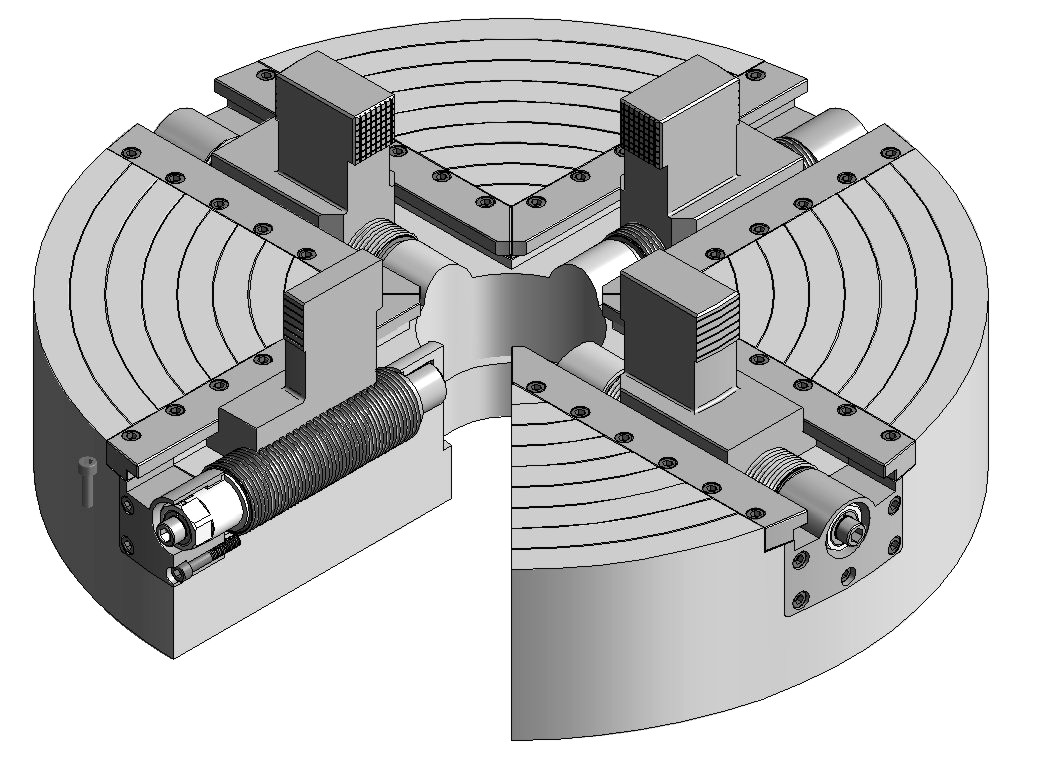
Планшайба с силовыми зажимами

Планша́йба (нем. plan плоский + нем. scheibe диск, круг, пластина) — специальное устройство для крепления деталей или инструмента на оси шпинделя.
Обычно используется в составе передней бабки (шпинделя) токарного станка для зажима обрабатываемой детали. Иногда используется в составе поворотных столов и делительных головок.
Планшайбы используются для установки на шпиндель деталей неправильной формы или большого размера.
Недостатком планшайбы является трудоемкость установки и центровки детали по оси шпинделя.